# Bergische Sonne

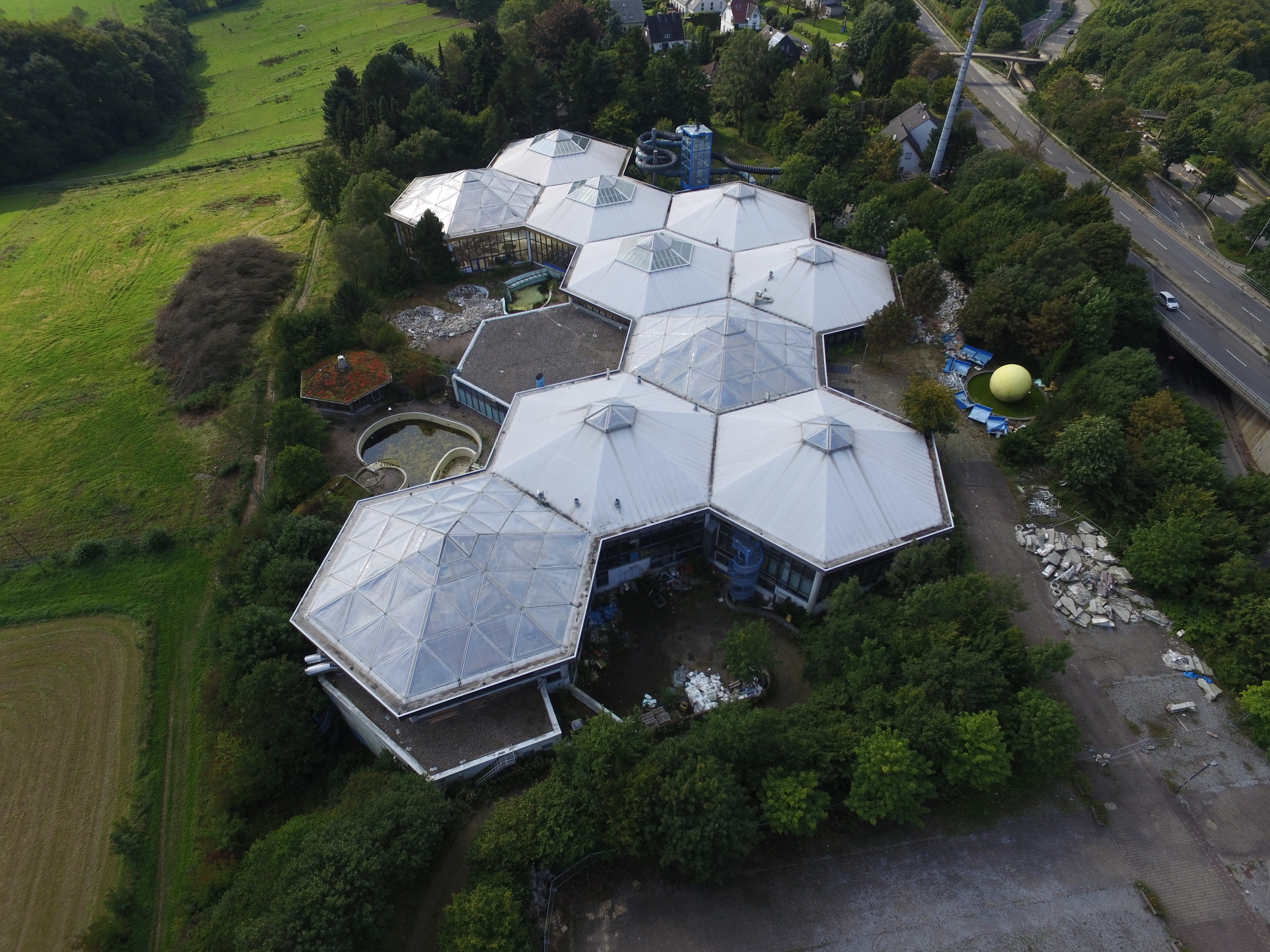
Die Ruine der Bergischen Sonne 2015

Die Bergische Sonne war von 1992 bis 2012 ein Erlebnisbad auf Lichtscheid in Wuppertal. Am 23. Januar 2012 wurde der Badbetrieb eingestellt, um laut Plänen den Saunabereich und den Fitnessbereich zu erweitern. Am 4. Juli 2012 wurde die gesamte Anlage geschlossen, mehrere mögliche Nachnutzungen – unter anderem als Wellness-Hotel – wurden von den Eigentümern geplant, eine Realisierung erfolgte jedoch für keines der angekündigten Konzepte. Zwischen Oktober 2020 und April 2021 wurde die Anlage abgerissen.

## Beschreibung

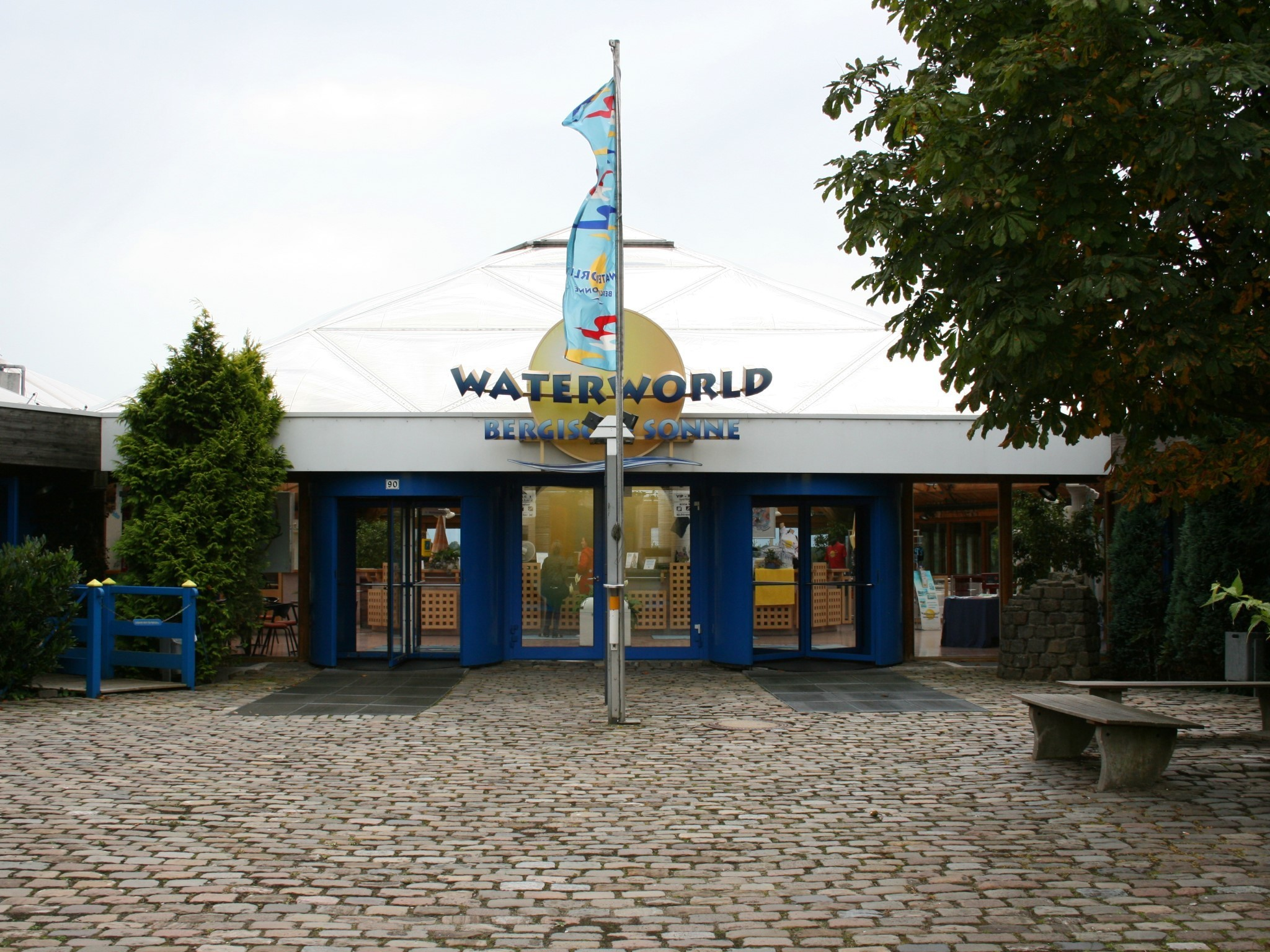
Der Eingangsbereich (2008)

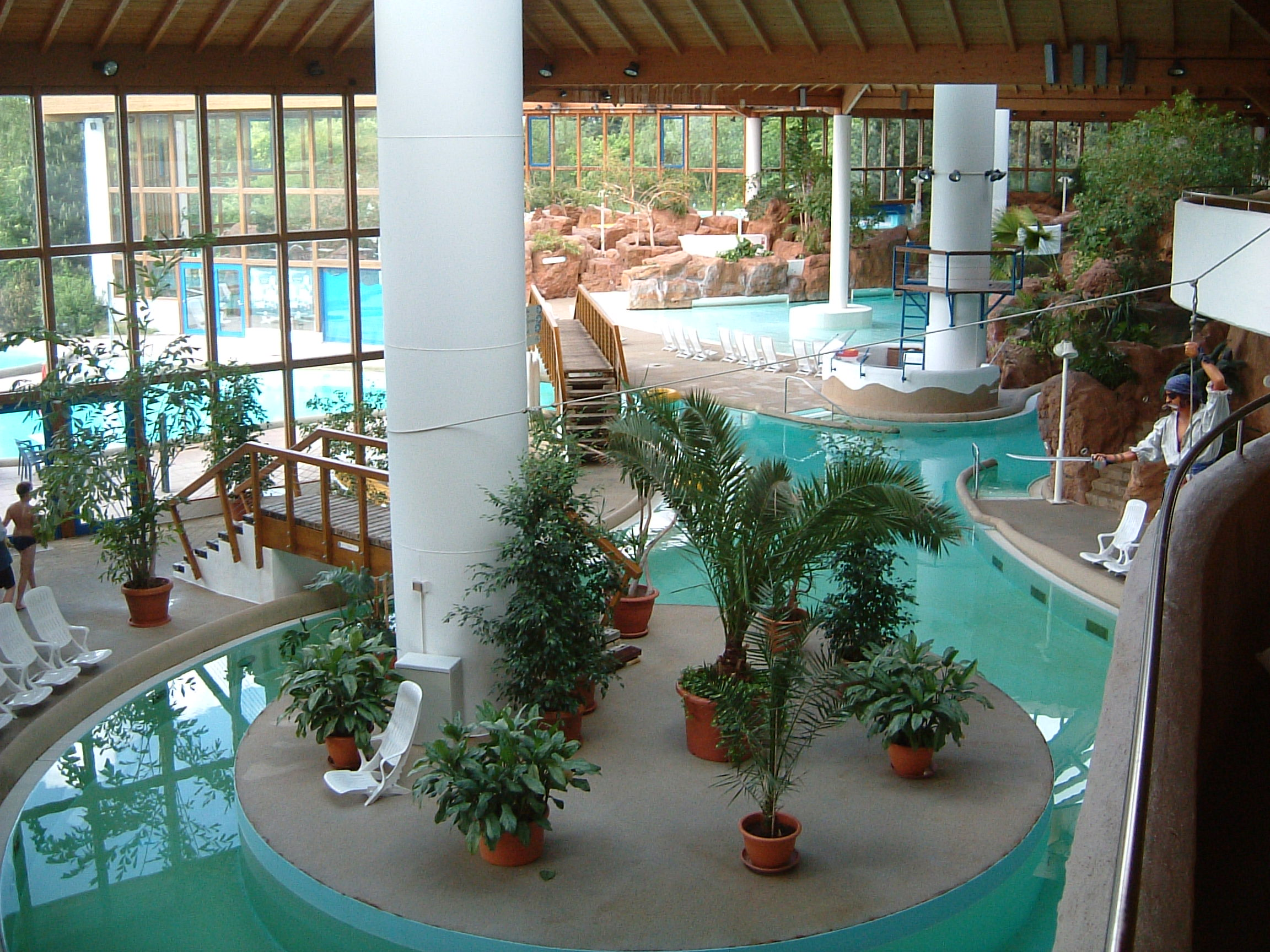
Innenansicht mit Strömungskreis (2004)

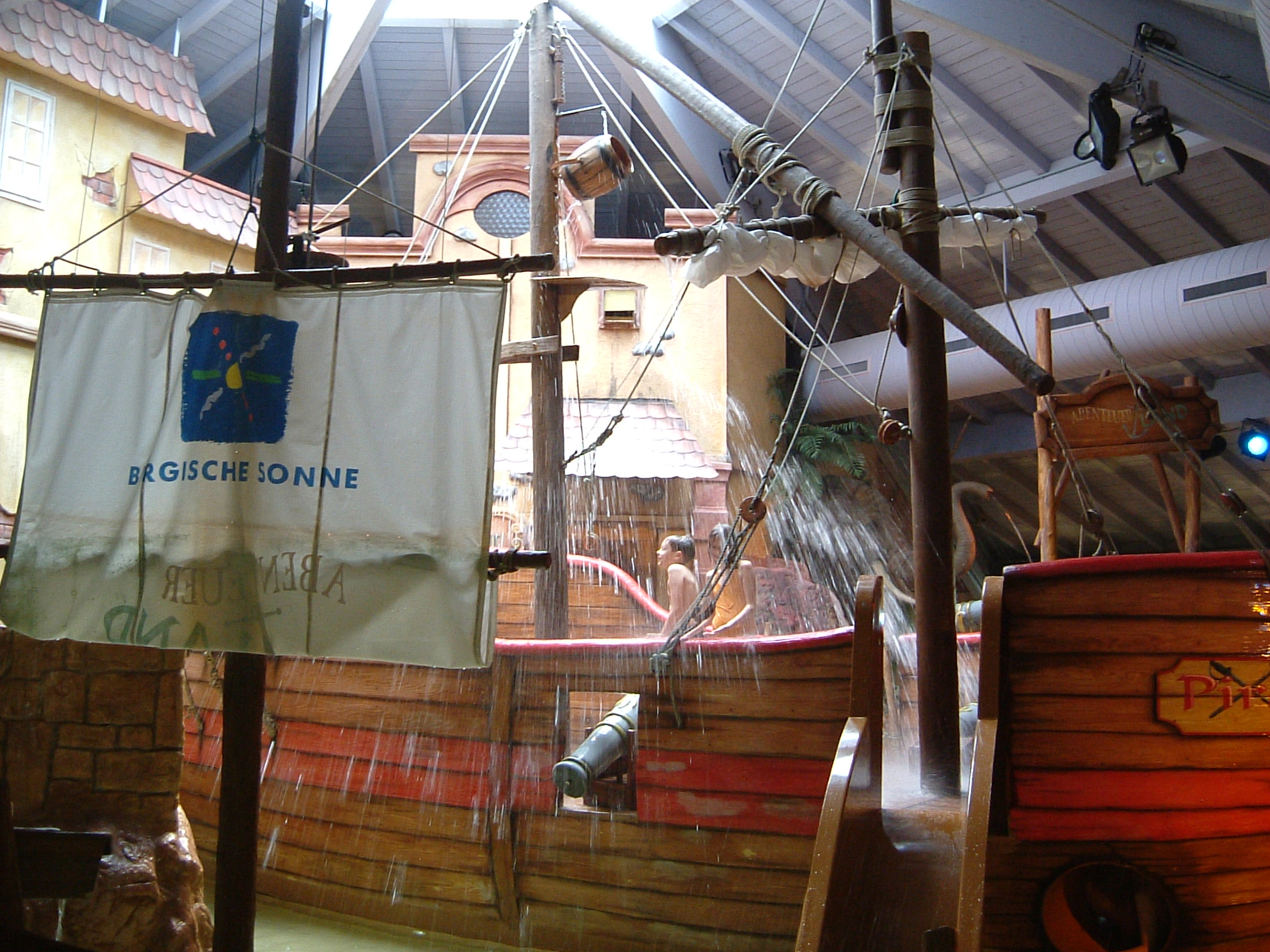
Ankerndes Piratenschiff im Wasserspielplatz (2004)

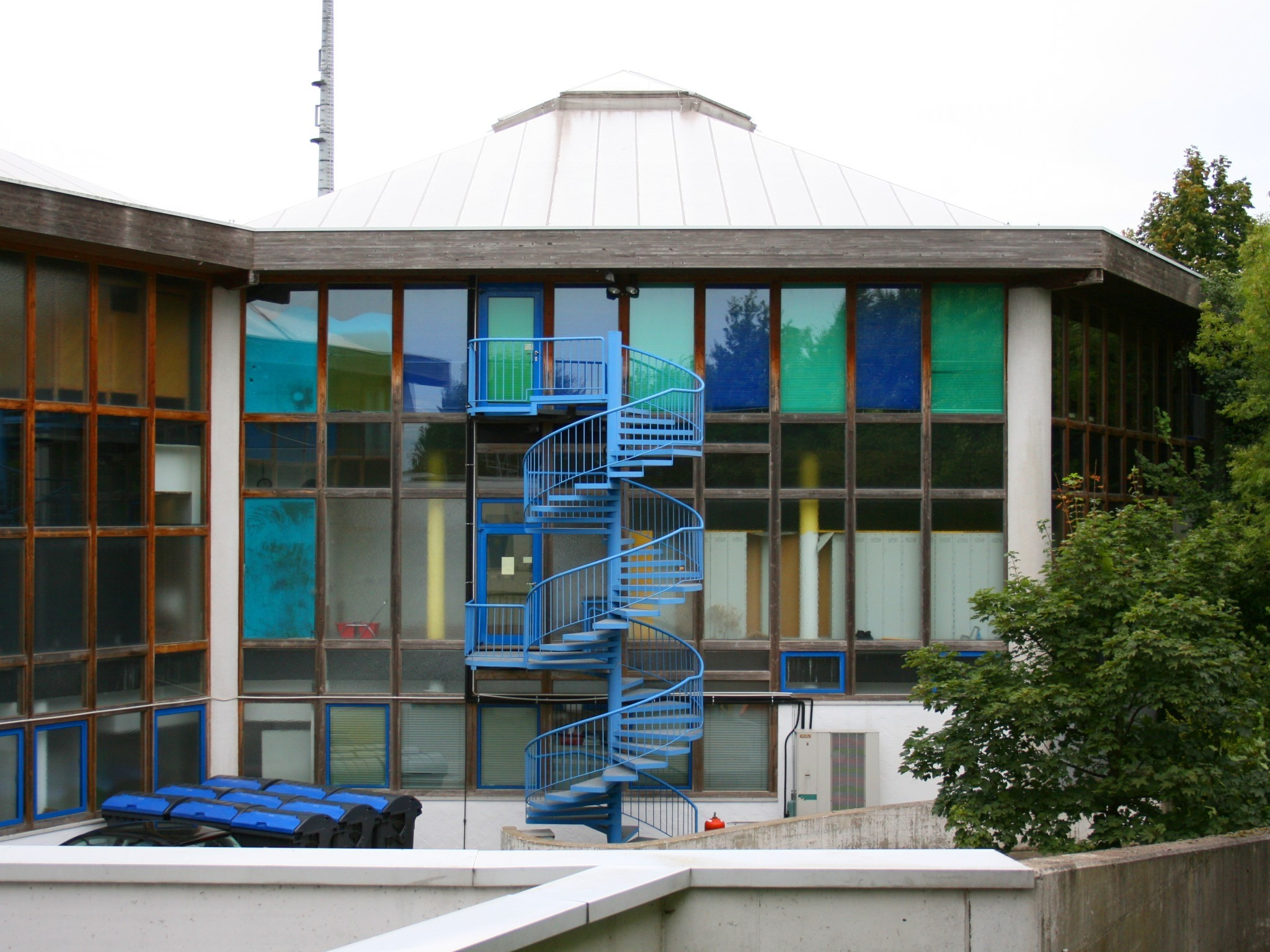
Außenansicht (2008)

Die Anlage auf dem Gelände des ehemaligen Straßenbahnbetriebshofes Kapellen umfasste eine Fläche von 6.000 Quadratmetern (ohne Parkplätze und externe Bereiche) und war bis 2012 thematisch in drei unterschiedliche Bereiche unterteilt. Es gab eine Saunalandschaft mit zahlreichen unterschiedlichen Arten von Saunen nebst den entsprechenden Ruhebereichen, ein Fitnessstudio und eine Erlebnis-Badelandschaft mit mehreren Innen- und Außenbecken und zwei Wasserrutschen. Letztere wurde im Januar 2012 geschlossen. Die Besucherzahl wurde 2001 mit 450.000 jährlich angegeben.
Der Badebereich mit Gastronomie wurde im Innenbereich von einem größeren Wellenbecken geprägt. In direkter Nachbarschaft befand sich ein Strömungskreis mit angeschlossener Felsengrotte. In der ersten Etage gab es einen Kinderbereich mit Wasserspielplatz, Piratenschiff und Schatzgrotte. Auf derselben Etage befanden sich drei Whirlpools. Eine Rutschenanlage, bestehend aus je einer sogenannten „Black Hole“- und „Blue Line“-Wasserrutsche, rundeten das Angebot ab. Der gesamte Innenbereich wurde mit künstlichen Felsen gestaltet. Im Außenbereich des Freizeitbades gab es neben einer Liegewiese und einigen Sitzgelegenheiten der Gastronomie ein Sole- und ein Kaltwasserbecken.
Der Besuch des Fitnessstudios war nicht im Eintrittspreis des Schwimmbads enthalten. Allerdings war ein einzelner Besuch des Studios gegen Aufpreis auch möglich. Zuletzt nutzten etwa 1000 Personen monatlich den reinen Schwimmbadbereich und damit nur die Hälfte der maximal gemessenen täglichen Besucherzahl.

## Geschichte

### Insolvenz 2009
Bis Ende 2009 wurde das Unternehmen als Waterworld Bergische Sonne GmbH von einer zypriotischen Unternehmerin geführt. Zahlreiche Kommentare von Besuchern der Bergischen Sonne auf Bewertungsplattformen im Internet zeigten, dass sich der Zustand des Bades seit Mitte/Ende 2007 zusehends verschlechterte. Dabei wurde über Verschmutzungen der Einrichtungen, rostende Metallteile, faulende Hölzer, Schimmelbildung und verschiedene technische Defekte geklagt.
Am 24. November 2009 blieb das Bad vollständig geschlossen. Die Lokalpresse und das Lokalradio berichteten, dass der örtliche Energieversorger die Versorgung mit Strom, Wasser und Fernwärme wegen überfälliger Rechnungen vorerst eingestellt habe. Hingegen hieß es auf einem Aushang, dass das Bad wegen technischer Probleme geschlossen sei. Am 26. November 2009 nahm das Bad zu gewohnter Uhrzeit um 9 Uhr seinen Betrieb wieder auf. Das örtliche Versorgungsunternehmen hatte bereits am Vortag die Versorgung wieder aufgenommen.
Am 30. Dezember 2009 wurde unter dem Aktenzeichen 145 IN 1299/09 beim Amtsgericht Wuppertal Rechtsanwalt Stephan Ries (Wuppertal) zum vorläufigen Insolvenzverwalter ernannt. Einen Tag später wurden die Mitarbeiter über den gestellten Insolvenzantrag informiert. Der Insolvenzverwalter kündigte schon nach wenigen Tagen an, dass er gute Chancen sehe, das Freizeitbad weiter zu betreiben. Am 9. Januar 2010 wurde das Bad mit geänderten Öffnungszeiten und neuer Preisgestaltung wieder eröffnet. Gleichzeitig wurden erste Schritte zur Ausbesserung von Gebäudeschäden unternommen. Anfang April 2010 wurde durch den Insolvenzverwalter ein neuer Betreiber gefunden, der mit der umfassenden Renovierung des Bades begann. Das Ende Dezember 2009 beantragte Insolvenzverfahren führte am 1. April 2010 zu einer Übernahme des Unternehmens durch einen Investor.

### Betreiber- und Konzeptwechsel
Der neue Betreiber führte notwendige Renovierungsmaßnahmen durch. Dennoch erreichte der Badebetrieb nicht mehr die Besucherzahlen der Anfangszeit. Anfang 2012 wurde ein Konzeptwechsel durchgeführt, der die Aufgabe des Badebetriebs und den Ausbau der Sauna- und Fitnessbereiche vorsah. Dieses Konzept wurde Mitte 2012 aufgegeben.
Zusammen mit dem Hotellerieunternehmen Novum Group entwickelten die Eigentümer eine Nutzung der gesamten Anlage als Wellnesshotel mit 200 Zimmern, dessen Wellnessbereiche aber auch Tagesgästen offenstehen sollten. Dieses Konzept wurde nicht realisiert, da sich Investor und Eigentümer nicht einigen konnten. Im Oktober 2013 zog sich die Novum Group aus der Projektentwicklung zurück.
Als neue Eigentümerin wurde im Herbst 2013 die Finader GmbH zum Zwecke des Erwerbs der Bergischen Sonne gegründet. Sie nahm das Konzept des Wellnesshotels auf und plante, die Bergische Sonne bis Ende 2015 wieder zu eröffnen. Eine dahinführende Bautätigkeit in der Anlage war bis Mitte 2016 nicht wahrzunehmen.

### Umnutzung des Geländes
Seit Anfang Juni 2016 stand das Areal erneut zum Verkauf. Der Kundenparkplatz und damit die Hälfte der rund 40.000 m² umfassenden Fläche des ehemaligen Freizeitbads wurde 2017 von der Barmer Ersatzkasse erworben und wird seitdem als Mitarbeiterparkplatz der nahen Hauptverwaltung genutzt.
Am 8. Mai 2018 wurde bekanntgegeben, dass der Stadtrat der Stadt Wuppertal beschlossen hat das Restgelände mit den Baulichkeiten zu erwerben. Die Stadt plant alle Bauten abzureißen und das Areal als Gewerbefläche oder für den Wohnungsbau zu erschließen. Der Ankauf wurde am 16. Mai 2018 durchgeführt. Die Entrümpelung startete am 14. September 2020, zwischen Oktober 2020 und Anfang April 2021 wurde das durch Vandalismus inzwischen stark beschädigte Gebäude abgerissen. Auf der freigewordenen Fläche ist ein Technologiepark in Planung.

## Sonstiges
Bergische Sonne war auch von 1932 bis 2002 die Markenbezeichnung eines überwiegend im Bergischen Land (in der historisch-geographischen Abgrenzung) vertriebenen Tabaks sowie bis 1994 die Firma einer Solinger Tabak- und Zigarrenfabrik. Des Weiteren ist Bergische Sonne ein im Bergischen Land gebräuchlicher Euphemismus für Regen.